# Laura De Marchi
Laura De Marchi (Savona, 25 luglio 1936) è un'attrice italiana.
Ha interpretato oltre quaranta film venendo diretta da registi quali Lucio Fulci, Marco Bellocchio e Damiano Damiani.

## Filmografia parziale

### Cinema
- Amore facile, regia di Gianni Puccini (1964)
- La donnaccia, regia di Silvio Siano (1965)
- La Cina è vicina, regia di Marco Bellocchio (1967)
- Il giorno della civetta, regia di Damiano Damiani (1968)
- I visionari, regia di Maurizio Ponzi (1968)
- Il prof. dott. Guido Tersilli primario della clinica Villa Celeste convenzionata con le mutue, regia di Luciano Salce (1969)
- Sotto il segno dello scorpione, regia di Paolo e Vittorio Taviani (1969)
- Lettera aperta a un giornale della sera, regia di Citto Maselli (1970)
- Girolimoni, il mostro di Roma, regia di Damiano Damiani (1972)
- ...e di Shaúl e dei sicari sulle vie da Damasco e..., regia di Gianni Toti (1973)
- Anno uno, regia di Roberto Rossellini (1974)
- L'invenzione di Morel, regia di Emidio Greco (1974)
- Flavia, la monaca musulmana, regia di Gianfranco Mingozzi (1974)
- L'albero dalle foglie rosa, regia di Armando Nannuzzi (1974)
- Il tempo dell'inizio, regia di Luigi Di Gianni (1974)
- E cominciò il viaggio nella vertigine, regia di Toni De Gregorio (1974)
- Peccati in famiglia, regia di Bruno Gaburro (1975)
- Irene, Irene, regia di Peter Del Monte (1975)
- Quanto è bello lu murire acciso, regia di Ennio Lorenzini (1975)
- Il fratello, regia di Massimo Mida (1975)
- Io ho paura, regia di Damiano Damiani (1977)
- Disposta a tutto, regia di Giorgio Stegani (1977)
- Per questa notte, regia di Carlo Di Carlo (1977)
- Alessandro il grande, regia di Theodoros Angelopoulos (1980)
- ...e tu vivrai nel terrore! - L'aldilà, regia di Lucio Fulci (1981)
- Yes, Giorgio, regia di Franklin J. Schaffner (1982)
- Nostalghia, regia di Andrej Tarkovskij (1983)
- Un tenero tramonto, regia di Raimondo Del Balzo (1984)
- Kaos, regia di Paolo e Vittorio Taviani (1984)
- L'inchiesta, regia di Damiano Damiani (1986)
- Angela come te, regia di Anna Brasi (1988)
- Segreto di stato, regia di Giuseppe Ferrara (1995)
- La vespa e la regina, regia di Antonello De Leo (1999)

### Televisione
- La maschera e la grazia - film TV (1963)
- Stasera Fernandel, episodio La notte delle nozze - miniserie TV (1968)
- All'ultimo minuto - serie TV (1969)
- Il ritorno di Simon Templar (Return of the Saint) - serie TV, episodio 1x05 (1978)
- La settimana di Chiara Brenna - film TV (1982)
- Dieci registi italiani, dieci racconti italiani - serie TV (1983)

## Doppiatrici italiane
- Anna Miserocchi, in Peccati in famiglia